# Intonazione (linguistica)
L'intonazione è un tratto prosodico che comprende l'insieme dei fenomeni acustici, strutturati sui cosiddetti correlati acustici (frequenza fondamentale, intensità, durata, quest'ultima in senso fonologico, quindi in quanto quantità), che indicano inizio e fine delle unità sintattiche maggiori e l'intenzione pragmatica del parlante.

## Caratteristiche
L'intonazione ha una evidente rilevanza biologica: l'infante può produrre curve intonazionali fin dai primi giorni di vita e comunque assai prima di apprendere a manovrare suoni linguisticamente significativi. Verso i dodici mesi di vita, il bambino ha appreso pressoché tutta la gamma fondamentale delle intonazioni rilevanti nella lingua madre.
Nelle diverse lingue del mondo, si riscontrano normalmente tre, quattro o cinque livelli di intonazione, ciascuno con diverse configurazioni: unito, ascendente, discendente, con pendii (ascendenti o discendenti), oltre alle varie combinazioni. L'intonazione coinvolge elementi linguistici di diversa estensione: la parola, il sintagma, la clausola. Talvolta, essa può interessare la singola sillaba, ad esempio quando si intende correggere l'interpretazione errata dell'interlocutore (No, ho detto 'nano', non 'mano').
Da un punto di vista fisico, alcune sillabe, in particolare le vocali al loro interno, presentano un aumento della frequenza di vibrazione dell'aria. Da ciò consegue una variazione dell'acutezza della voce, con conseguente variazione melodica. La sequenza di picchi e avvallamenti disegna un profilo detto "curva d'intonazione", "profilo d'intonazione" o "contorno d'intonazione". Dell'intonazione si dice che "si alza" o "si abbassa". Alla variazione dell'intonazione corrispondono anche fenomeni di lunghezza e brevità (o "quantità") delle vocali. Ad esempio, la domanda Prendi un caffè? può essere intonata con una vocale finale breve (e allora significa Posso offrirti un caffè?) oppure lunga (e allora significa Davvero vuoi un caffè?).
Sul piano sintattico, l'intonazione concorre a definire la caratteristica dell'enunciato (dichiarativo, interrogativo, sospensivo ecc.) ed anzi, talvolta, il tipo di enunciato è definito più da aspetti intonativi che non sintattici. La funzione emotiva dell'intonazione rinvia sia al piano pragmatico, in particolare al piano perlocutivo (quello relativo alle conseguenze dell'atto linguistico), sia al piano paralinguistico, in quanto serve anche a esprimere lo stato d'animo del locutore e l'importanza che egli dà ad alcune porzioni di enunciato, cui conseguentemente attribuisce maggiore prominenza.
Tutti gli atti linguistici orali sono caratterizzati da una intonazione, che risulta quindi un fenomeno universale del comportamento linguistico. Nonostante ciò, l'intonazione è uno dei temi meno sviluppati in fonologia, anche perché è difficile rappresentarla graficamente (nonostante la scrittura faccia ricorso ad alcuni elementari e non univoci sistemi di rappresentazione, in primis la punteggiatura o, al livello di analisi scientifica, frecce, curve e descrizioni verbali). Un altro elemento di difficoltà è relativo al fatto che esiste una estrema varietà di intonazioni differenti, che possono poi essere pertinenti o meno. Ad esempio, non esistono mezzi grafici univoci per distinguere le diverse intonazioni di una frase come Lui sta andando a casa, a seconda che essa sia una risposta alla domanda CHI sta andando a casa? oppure DOVE sta andando? Particolarmente difficile risulta la rappresentazione dei fenomeni legati alla quantità delle vocali.
Le intonazioni marcate, quelle cioè che si differenziano dalle intonazioni "normali" per ottenere specifici effetti di senso, hanno una funzione importante in relazione alla comunicazione della struttura tematica (tema e rema) e della struttura di conoscenze (dato e nuovo). Mentre, però, il tema può essere segnalato in vari modi, l'individuazione del nuovo è resa possibile solo dall'intonazione.
Mentre l'intonazione riguarda l'intero enunciato, il tono è relativo alla singola sillaba. Tono e accento sono detti "soprasegmentali di parola", mentre l'intonazione è detta "soprasegmentale di enunciato".
In italiano, l'intonazione consente di distinguere una dichiarazione (intonazione discendente) da una frase interrogativa (intonazione ascendente). In altre lingue questa distinzione viene resa modificando l'ordine delle parole (come ad esempio in inglese e francese). In italiano, invece, essendo l'ordine delle parole meno vincolante, l'intonazione diventa quindi essenziale. Non sempre questi elementi soprasegmentali sono espressi nella scrittura; ciò avviene di solito ricorrendo al punto interrogativo per le interrogative e al punto esclamativo per comandi ed esclamazioni.